# Mauricio Segovia
Mauricio Segovia, född 30 december 1977 i Santiago, är en chilensk fotbollsspelare som spelar i San Marcos de Arica.